# Eric Gale
Eric J. Gale (20 de septiembre de 1938 – 25 de mayo de 1994) fue un guitarrista estadounidense de jazz y de sesión.

## Comienzos y carrera
Nacido en Brooklyn, Nueva York, Gale comenzó a tocar la guitarra a la edad de 12 años. A pesar de que se graduó en química en la Universidad de Niágara, Gale estaba decidido a seguir una carrera musical y comenzó a hacer acompañamientos para estrellas como Maxine Brown, The Drifters, y Jesse Belvin. Pronto comenzó a atraer la atención de King Curtis y Jimmy Smith, quien comenzó a recomendarlo para el trabajo de estudio. Llegó a ser conocido primero como músico de sesión en la década de los años 60. Como músico de sesión aparece en la grabación de más de 500 álbumes. Entre los muchos artistas con los que grabó están la cantante Aretha Franklin, Bob James, Paul Simon (Gale desempeña un papel secundario en la película de 1980 One-Trick Pony, escrita y protagonizada por Simon), Lena Horne, Quincy Jones, Bob Marley, Nina Simone, Peter Tosh, Grover Washington, Jr., Herbie Mann, Esther Phillips, Joe Cocker, Carly Simon, Van Morrison, Al Jarreau, Dave Grusin, Lee "Scratch" Perry, Paul Douglas y Billy Joel. También formó parte de la banda de acompañamiento en directo de Aretha Franklin.

## Muerte
Gale murió de cáncer de pulmón en mayo de 1994, a la edad de 55 años.

## Discografía

### Como líder
- Forecast (1973) (Kudu)
- Negril (LP, 1975. Micron Music Ltd.) (CD, 2003. 3D Japan) (Download, 2006, Charly Records as Negril's Red Ground Funk)
- Ginseng Woman (1977) (Columbia)
- Multiplication (1978) (Columbia)
- Part of You (1979) (Columbia)
- Touch of Silk (1980) (Columbia)
- Blue Horizon (1981) (Elektra)
- In the Shade of a Tree (1982) (JVC)
- Island Breeze (1983) (Elektra)
- In a Jazz Tradition (1987) (EmArcy)
- Let's Stay Together (1988) (Artful Balance)
- Utopia (1998) (Rooms Japan)